# Spurilaetilia came
Spurilaetilia came är en fjärilsart som beskrevs av Dyar 1919. Spurilaetilia came ingår i släktet Spurilaetilia och familjen mott. Inga underarter finns listade i Catalogue of Life.